# مصر للتأمين
شركة مصر للتأمين شركة تأمين مصرية تأسست عام 1934 علي يد الاقتصادي طلعت حرب. وتعد ثاني اقدم شركة تأمين مصرية. وفي عام 2006 صدر قرار بانشاء شركة مصر القابضة للتأمين واصبحت شركة مصر للتأمين شركة تابعة لها.

## تاريخها
أنشئت شركة مصر للتأمين بموجب المرسوم الملكى الصادر في 14 يناير 1934 على يد رائد الاقتصاد الوطني / محمد طلعت حرب كأول شركة تأمين مصرية ساهمت في كسر احتكار الأجانب لنشاط التأمين في مصر.
بتاريخ 15/7/2006 صدر قرار السيد رئيس الجمهورية بتأسيس شركة مصر القابضة للتامين وتحويل شركات التأمين المملوكة للدولة الأربعة الموجودة آن ذاك (من ضمنها مصر للتأمين) إلى شركات تابعة لمصر القابضة للتأمين خاضعة لأحكام القانون رقم 203 لسنة 1991 بشأن شركات قطاع الأعمال العام ولائحته التنفيذية.
بتاريخ 24/9/2007 تم اندماج شركة الشرق للتامين والشركة المصرية لإعادة التامين بقيمتهما الدفترية في 30/6/2007 في شركة مصر للتامين. وبدءاً من 1/7/2010 تخصصت الشركة في التأمينات العامة توفيقاً لأوضاعها طبقاً لأحكام القانون رقم 118 لسنة 2008 الذي أوجب الفصل بين أنشطة تأمينات الحياة والممتلكات في شخصيات اعتبارية مستقلة، وبذلك تم تكوين كيان تأمينى عملاق متخصص في تأمينات الممتلكات يعد من أكبر الكيانات التأمينية في الشرق الأوسط. تخضع الشركة لاحكام القانون رقم 10 لسنة 1981 وتعديلاته والمرخص لها بمزاولة عمليات التأمين وإعادة التأمين ومسجله بالهيئة المصرية للرقابة المالية (الهيئة المصرية للرقابة والاشراف على التأمين سابقاً) تحت رقم 1 عام 1952 سجل تجارى رقم 12 القاهرة.
أسست بعد ذلك بعض الشركات مثل: مصر لتأمينات الحياة - مصر لإعادة التأمين

## الشركة في سطور
- إحدى شركات «مصر القابضة للتأمين».
- الشركة الرائدة في جمهورية مصر العربية في نشاط التأمينات العامة بخبرة تمتد لأكثر من 86 عاما في صناعة التأمين في مصر والعالم العربى.
- تتميز بأكبر رأسمال مدفوع لشركات تأمينات الممتلكات في جمهورية مصر العربية والبالغ 5 مليارات جنيه.
- حاصلة على تصنيفاً ائتماني BBB مع تصنيف للقوة المالية B++ مع رؤية مستقبلية مستقرة للتصنيفين الصادر عن مؤسسة AM Best العالمية خلال الفترة من عام 2015 حتى عام 2020 ما يعكس متانة المركز المالي وتطوير تطبيقها لقواعد الحوكمة وإدارة المخاطر وكفاءة الإدارة.
- أول شركة تأمين في العالم تحصل على شهادة الايزو 9001-2015 لكافة أفرع التأمينات العامة.
- عضوا رائدا وفعالا في العديد من المنظمات والاتحادات الدولية والإقليمية من أمثلة: الاتحاد العام العربي للتأمين، منظمة التأمين الأفريقية، منظمة شركات تأمين شرق وجنوب أفريقيا، الاتحاد الأفروآسيوي للتأمين وإعادة التأمين، الاتحاد الدولي لمؤمني الطيران.
- تمتلك فريق عمـل مدرب من كوادر إدارية وتسـويقية وخبرات تأمينية محترفة لتقديم أفضل خدمة تأمينية (2499 فنى وإداري، 490 وسيط تأمينى).
- تمتلك قاعدة عريضة من العملاء، وتقدم خدماتها لأكبر المؤسسات في جمهورية مصر العربية بتوفيرها كافة برامج تأمينات الممتلكات والمسئوليات التي تلبى كافة احتياجات العملاء الحاليين والمرتقبين.
- لديها استثمارات تقدر بـ 30 مليار جنيه في معظم القطاعات الإقتصادية المختلفة (صناعة – زراعة – أوراق مالية- بنوك -خدمات.. الخ) ويتم تنظيمها وفق رؤية لتحقيق أعلى عائد ممكن.
- تتمتع بإنتشار جغرافي بجميع أنحاء جمهورية مصر العربية من خلال أكبر شبكة فروع، فضلا عن فروعها في عدد من الدول العربية في كل من قطر والكويت ودبي وفي الوقت نفسه تحتفظ الشركة بقطاع متميز لإعادة التأمين يرتبط بعلاقات راسخة طويلة الأمد مع شركات التأمين وإعادة التأمين حول العالم.
- شركة التأمين الوحيدة في جمهورية مصر العربية التي تمتلك الخبرة التأمينية في مجال تأمينات الطيران والفضاء من خلال تأمينها على أسطول مصر للطيران والقمر الصناعى المصرى نايل سات.
- الأولى على مستوى جمهورية مصر العربية في تأمينات البترول والطاقة حيث توفر الخدمة التأمينية للمشروعات البترولية المنتشرة في كافة انحاء الجمهورية.[1]

## انظر أيضًا

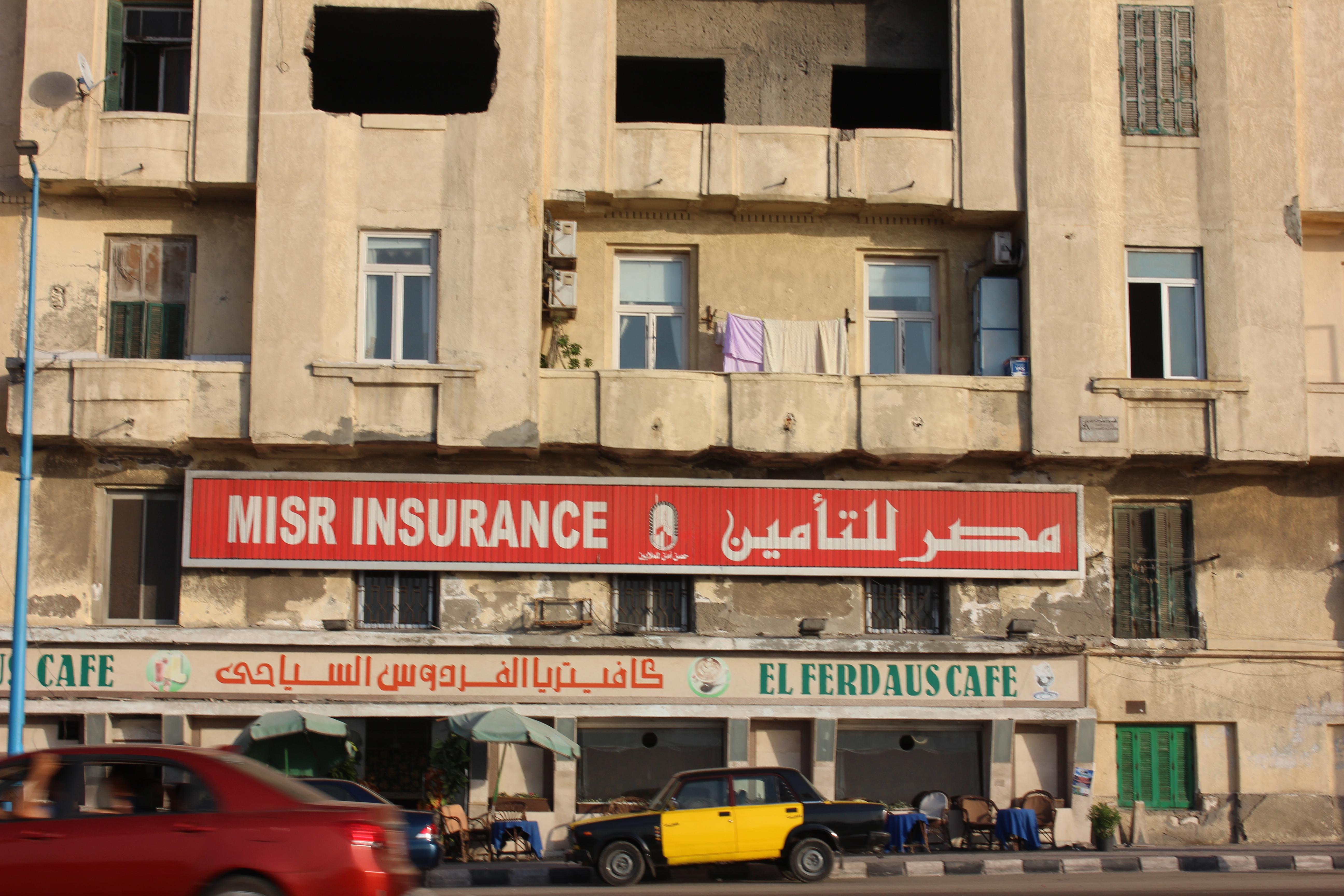
لوحة إعلانية للشركة بالإسكندرية

## نشاطها
1. التأمين البحري
2. تأمين الحياة
3. تأمين الحريق
4. تأمين السيارات
5. تأمينات الحوادث العامة
6. التأميـن الهندسي
7. تأمين الشركات
8. تأمين المسافرين للخارج

## وصلات خارجية
- الموقع الرسمي